# Rai Expo
Rai Expo fue una estructura de RAI que se ocupa de apoyar y dar a conocer entre el público el evento Expo 2015. La Exposición Universal que se celebró en Milán del 1 de mayo al 31 de octubre de 2015. La sede de Rai Expo se encontraba en Roma, en Vía Goiran.

## Fundación
La estructura Rai Expo fue fruto de un acuerdo entre Rai S.p.A. y Expo 2015 S.p.A. que firmaron en el verano de 2013 el director general de Rai, Luigi Gubitosi, y el consejero delegado de Expo, Giuseppe Sala.
Rai Expo y Expo 2015 coordinaba sus actividades a través de una comisión formada por cuatro representantes de Expo (Rossella Citterio, Elena Di Giovanni, Marco Pogliani y Roberto Arditti) y seis representantes de Rai (la directora de la  Dirección de Comunicación y Relaciones Externas, Costanza Esclapon, la directora del noticiario Rai News 24, Mónica Maggioni, el subdirector general de Coordinación de la Oferta de Rediotelevisión, Antonio Marano, el director de la Dirección Comercial, Luigi De Siervo, el director de Programación, Massimo Ciannamea, y la redactora jefa del noticiario regional Tgr Lombardía, Inés Maggiolini). Dirigía la estructura Rai Expo Caterina Stagno.

## Actividad
Rai Expo promovía, en todas las plataformas Rai –TV, radio y web-, la exposición y el tema oficial de la misma: “Alimentar el Planeta, Energía para la Vida”.
Su misión consistía en informar y sensibilizar al público italiano y extranjero frente a los retos culturales que planteaba la Exposición.
Expo 2015 se plantea la posibilidad de asegurarle a toda la humanidad y a las generaciones futuras una alimentación sana, suficiente y sostenible, cuestiones que marcan época y que se prestan a ser estudiadas por el servicio público en todas sus facetas.
El objetivo de Rai Expo consistía en desarrollar y difundir en todo el país el debate sobre la alimentación sostenible, el hambre en el mundo, las energías renovables y las innovaciones tecnológicas en el sector agroalimentario. Además, Rai Expo colaboraba con Expo 2015 promocionando la imagen de Italia en el mundo, realizando producciones dedicadas a un público global, en colaboración con los medios de comunicación e instituciones internacionales 